# USS Delaware (1798)
Pour les autres navires du même nom, voir USS Delaware.
L’USS Delaware est un sloop construit à Philadelphie (Pennsylvanie) en 1794 sous le nom de Hamburgh Packet. Le 5 mai 1798, il est racheté par l{'US Navy grâce au Naval Act of 1798.

## Histoire
L'USS Delaware participe à la quasi-guerre, protégeant les navires marchands des attaques des corsaires français. Il capture ainsi La Croyable au large de la côte sud du New Jersey en juillet, avant de retourner patrouiller dans les Caraïbes avec la frégate USS United States. Ils capturent deux lettres de marque, avant de rentrer aux États-Unis. Lors de sa deuxième campagne (du 15 décembre 1798 au 20 mai 1799), le Delaware capture un autre navire, et s'attire les bonnes grâces des marchands de La Havane pour ses escortes  couronnées de succès. Durant sa troisième campagne (de juillet 1799 à juillet 1800), de conserve avec l'USS Eagle, il fait deux autres prises. Après une dernière campagne au large de Cuba durant l'hiver 1800-1801, il retourne à Baltimore, où il est revendu en juin 1801.

## Source
- (en) Cet article est partiellement ou en totalité issu de l’article de Wikipédia en anglais intitulé « USS Delaware (1798) » (voir la liste des auteurs).